# Jan Dobrogost Krasiński
Jan Dobrogost (Bonawentura) Krasiński herbu Ślepowron (ur. 10 czerwca 1639, zm. 21 lutego 1717) – wojewoda płocki w 1688 roku, referendarz koronny (świecki) w latach 1668–1688, starosta warszawski, łomżyński, nowokorczyński, przasnyski, sztumski, opinogórski, starosta nowomiejski w 1710 roku.
Był synem Jana Kazimierza Krasińskiego i Urszuli Grzybowskiej kasztelanki lubelskiej (zm. 1647). W młodości studiował w Holandii i we Francji. W 1665 został mianowany pułkownikiem królewskim. Poseł sejmiku łomżyńskiego ziemi łomżyńskiej na sejm jesienny 1666 roku.
Był członkiem konfederacji generalnej zawiązanej 5 listopada 1668 roku na sejmie konwokacyjnym. W 1669 roku był elektorem Michała Korybuta Wiśniowieckiego z ziemi warszawskiej, podpisał jego pacta conventa. Związany z dworem Jana III Sobieskiego. Sprzymierzeniec, doradca i przyjaciel króla. Uczestniczył w odsieczy wiedeńskiej w 1683 roku dowodząc chorągwią husarską.
Poseł ziemi łomżyńskiej na sejm 1662 roku i sejm 1664/1665 roku. Był marszałkiem sejmików generalnych mazowieckich (1664, 1673, 1678), posłem na sejm w latach 1668, 1673, 1674. Poseł sejmiku warszawskiego na sejm koronacyjny 1676 roku, sejm 1678/1679 roku, sejm 1681 roku, sejm 1685 roku, poseł na sejm 1683 roku. Poseł sejmiku ciechanowskiego ziemi ciechanowskiej województw mazowieckiego na sejm 1677 roku. 
Jako poseł na sejm konwokacyjny 1674 roku z ziemi warszawskiej był członkiem konfederacji generalnej zawiązanej 15 stycznia 1674 roku na tym sejmie. Był elektorem Jana III Sobieskiego z ziemi warszawskiej w 1674 roku, podpisał jego pacta conventa. Po zerwanym sejmie konwokacyjnym 1696 roku przystąpił 28 września 1696 roku do konfederacji generalnej. Był elektorem Augusta II Mocnego z ziemi czerskiej w 1697 roku. W latach 1683–1696 był dowódcą chorągwi husarskiej, w latach 1693–1702 dowódcą regimentu piechoty, chociaż jego rola w ostatnim okresie sprowadzała się głównie do finansowania wojska z własnej szkatuły. Był uczestnikiem Walnej Rady Warszawskiej 1710 roku. 

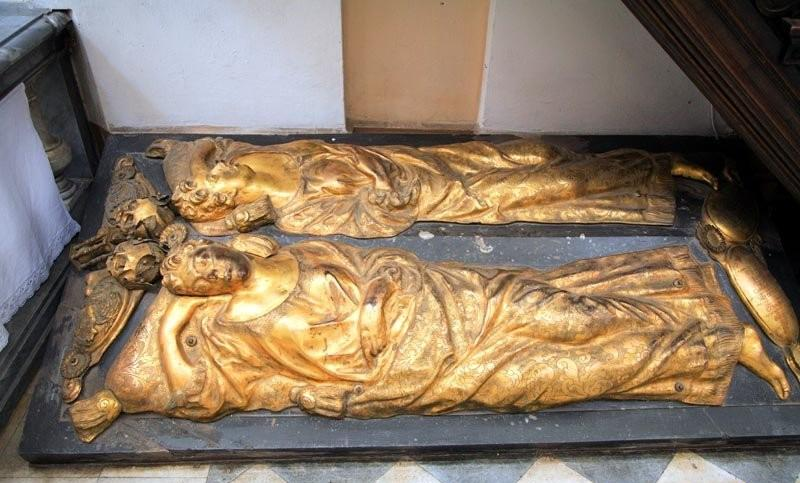
Nagrobek obu żon Jana Dobrogosta Krasińskiego w kościele w Krasnym

Jego żonami były: Teresa Chodkiewicz (1645-1672) córka Koniuszego Wielkiego Litewskiego i kasztelana wileńskiego Jana Kazimierza Chodkiewicza, Jadwiga Teresa z Jabłonowskich (ok. 1659-1692) córka Stanisława Jana Jabłonowskiego hetmana wielkiego koronnego. Mecenas sztuki i fundator. Z jego polecenia w latach 1682–1695 wzniesiono okazały pałac Krasińskich w Warszawie. W odziedziczonym po ojcu Węgrowie ufundował klasztory reformatów i bartolomitów. Rozbudował miasto i przyczynił się do jego ożywienia gospodarczego po zniszczeniach wojny północnej
Pochowany w kościele poreformackim w Węgrowie. Urna z jego sercem znajduje się w kościele kolegiackim w Węgrowie.